# Karaibka myszoszara
Karaibka myszoszara (Caribena laeta) – gatunek pająka z infrarzędu ptaszników i rodziny ptasznikowatych. Występuje na Portoryko i Wyspach Dziewiczych Stanów Zjednoczonych, a być może także na Kubie. Zasiedla lasy deszczowe, gdzie bytuje na drzewach.

## Taksonomia
Gatunek ten opisany został po raz pierwszy w 1842 roku przez Carla Ludwiga Kocha pod dwoma różnymi nazwami: Mygale laeta i Mygale caesia. W 1850 roku ten sam autor umieścił Mygale caesia i Mygale seladonia w nowym rodzaju Typhochlaena. W 1892 roku Eugène Simon zsynonimizował Typhochlaena z rodzajem Avicularia, wprowadzając kombinację Avicularia caesia. W 1896 roku Frederick Octavius Pickard-Cambridge przeniósł z kolei Mygale laeta do rodzaju Avicularia, wprowadzając kombinację Avicularia laeta. W 1923 roku Cândido Firmino de Mello-Leitão przywrócił rodzaj Typhochlaena, wyznaczając T. seladonia jego gatunkiem typowym, a A. caesia pozostawiając w rodzaju Avicularia. W 2017 roku Caroline Sayuri Fukushima i Rogério Bertani dokonali na podstawie analizy kladystycznej rewizji rodzaju Avicularia. W jej ramach M. caesia zsynonimizowana została z M. laeta, a ta przeniesiona wraz z pokrewnym ptasznikiem wielobarwnym do nowego rodzaju Caribena i wyznaczona jego gatunkiem typowym.

## Morfologia

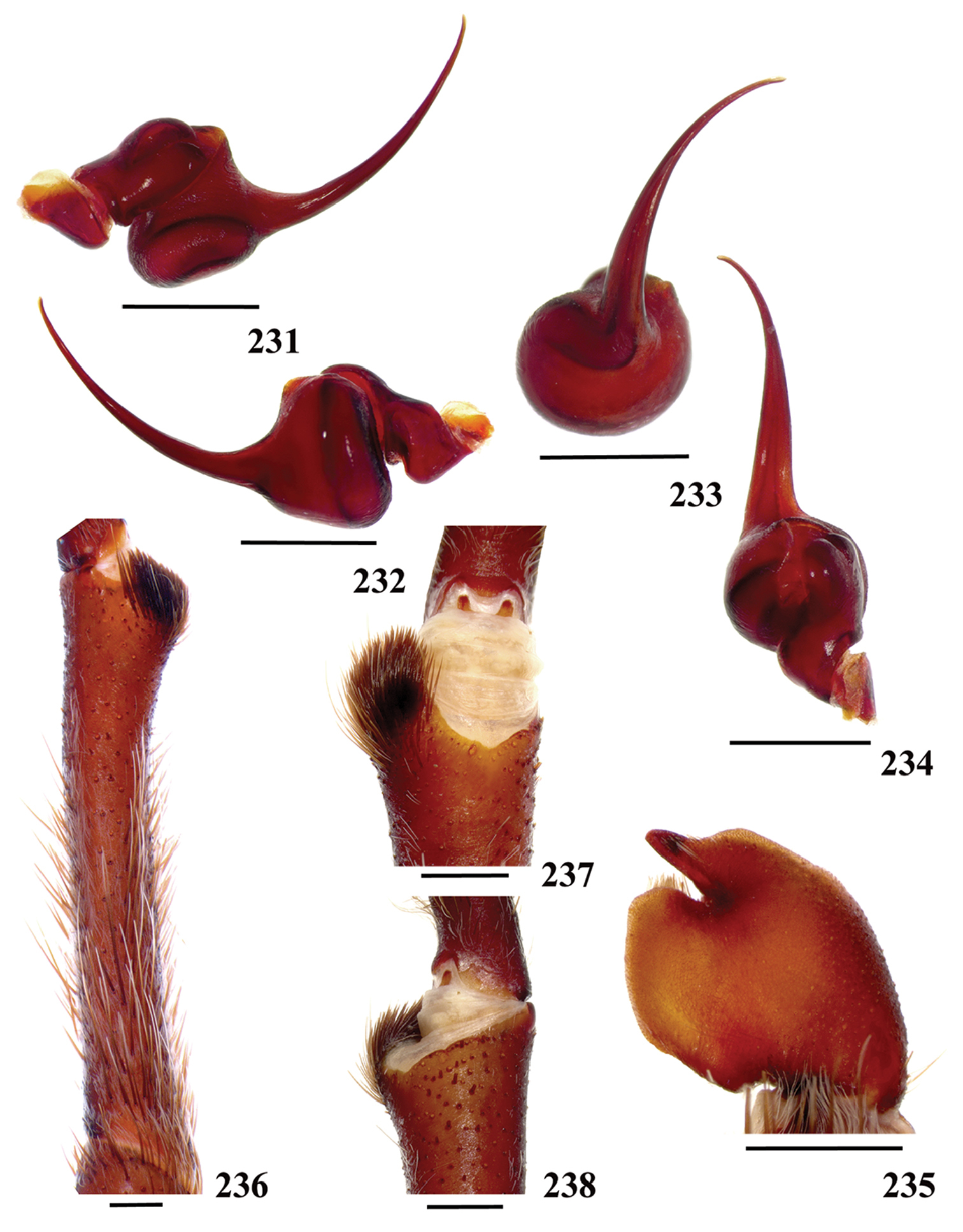
Narządy kopulacyjne samca. Lewy bulbus w widoku przednio-boczynym (231), tylno-bocznym (232), przednim (233) i grzbietowym (234), lewe cymbium (235), apofiza goleniowa na lewym przednim odnóżu w widoku przednio-boczynym (236), brzusznym (237) i tylno-bocznym (238)

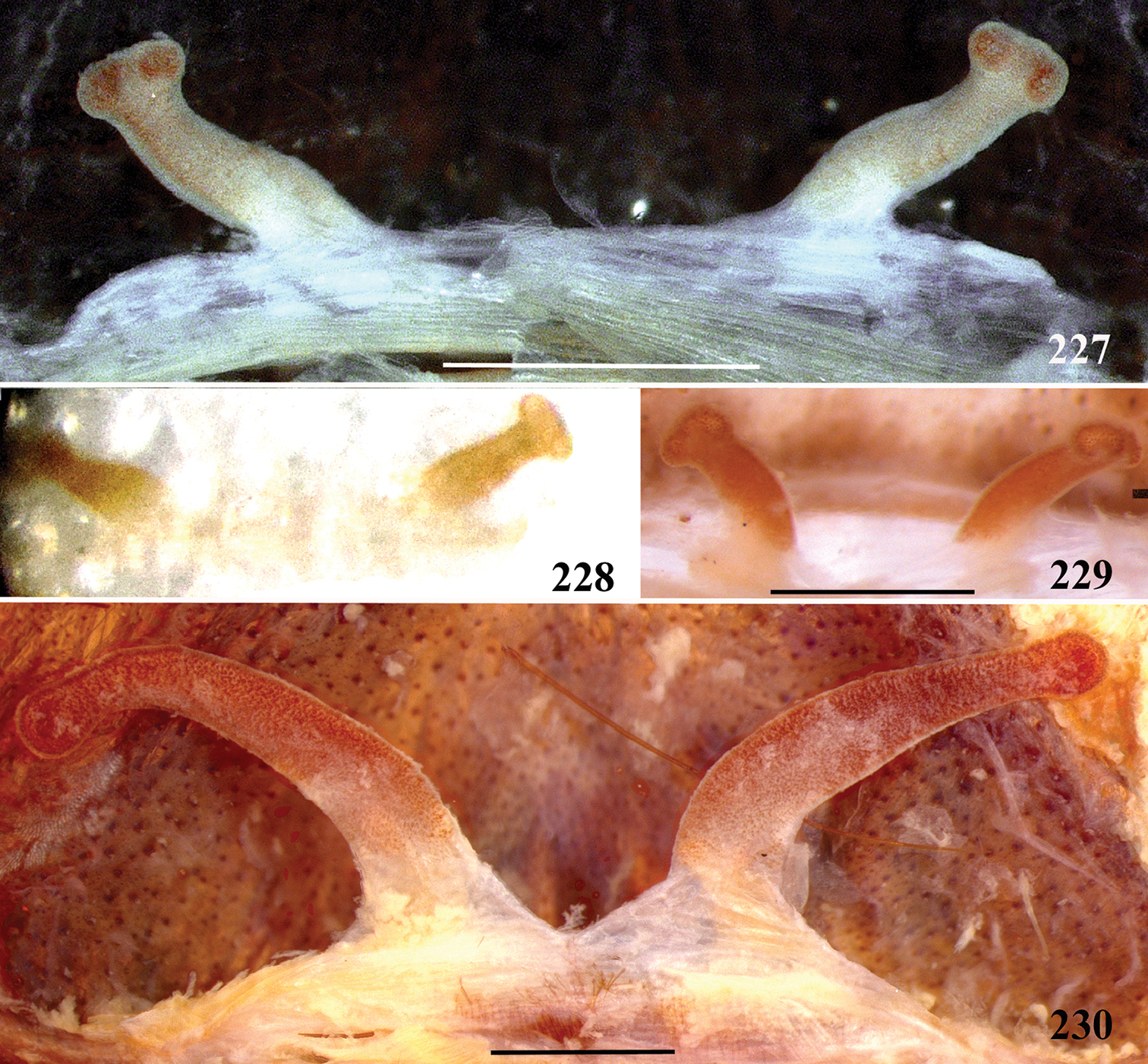
Spermateki u Caribena laeta (227–229) i ptasznika wielobarwnego (230)

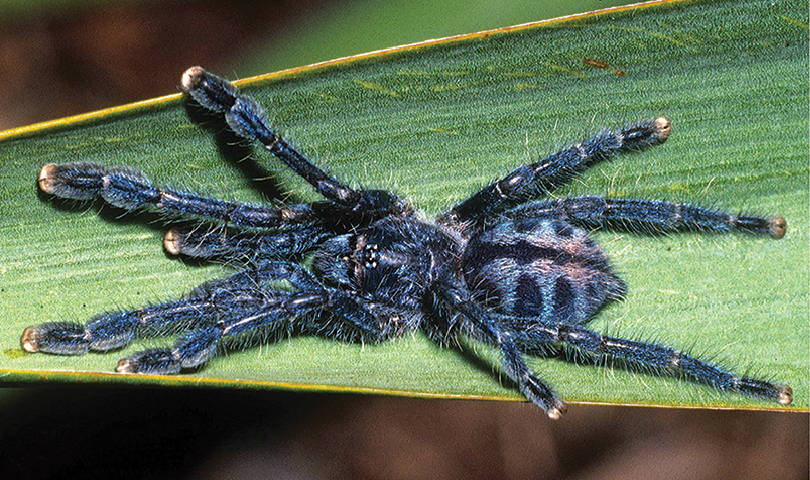
Osobnik młodociany

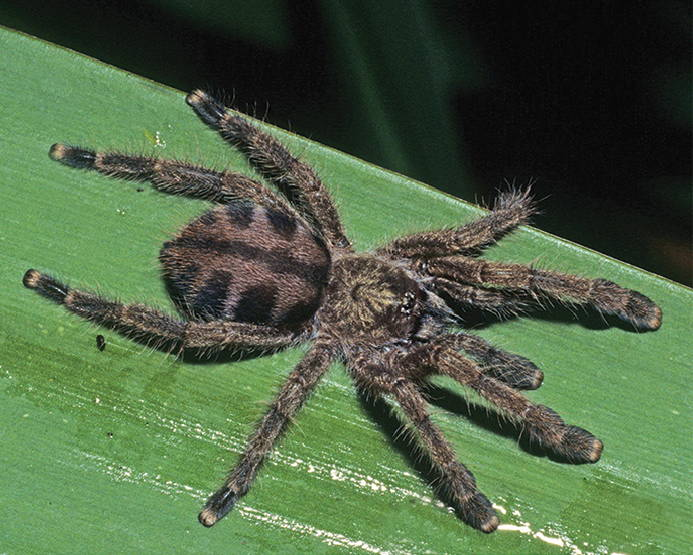
Osobnik młodociany

Samice osiągają do około 60 mm, samce do około 35 mm. W ubarwieniu osobników młodych dominuje metaliczny niebieski. Kolor czarniawy mają wszystkie ich stawy, a na wierzchu opistosomy (odwłoka) występuje wzór z czarnej linii podłużnej oraz czarnych, szerszych linii poprzecznych niepołączonych z podłużną. U starszych osobników niedojrzałych metaliczny błękit zastępowany jest brązem, a u osobników dorosłych zanika wzór na opistosomie. Karapaks dorosłego pająka jest brązowy ze złotymi szczecinkami krótkimi na grzbiecie i złotymi szczecinkami długimi na obrzeżach. Brązowe są też szczęki, warga dolna, biodra i spód opistosomy. Na odnóżach i nogogłaszczkach występują złote z zielonym połyskiem szczecinki krótkie i ciemnobrązowe szczecinki długie, ku wierzchołkom jaśniejące. Ponadto na udach, goleniach i nadstopiach obecne są białawe obrączki, a na stopach pomarańczowy pasek w kształcie litery „U”. Szczecinki na wierzchu opistosomy są złote lub złotobrązowe.
Karapaks jest niewiele dłuższy niż szerszy, o niewyniesionym rejonie głowowym, niewyraźnych rowkach i głębokich, prostych jamkach. Oczy pary przednio-bocznej leżą bardziej z przodu niż pary przednio-środkowej, zaś tylno-bocznej nieco bardziej z tyłu niż tylno-środkowe. Nadustek u samicy jest niski, u samca niewyróżnialny. Szczękoczułki samicy mają 12 zębów i kilka mniejszych ząbków na krawędzi przedniej członu nasadowego, u samca zaś większych zębów jest 8. Rastellum nie występuje. Szczęki mają od 100 do 200 kuspuli w kątach wewnętrzno-brzusznych. Warga dolna ma między 95 a 115 kuspuli, w części przedniej rozstawionych na odległości równe ich średnicom. Bruzda między wargą dolną a sternum jest płytka, płaska i pozbawiona widocznych przyczepów mięśni. Sternum jest dłuższe niż szerokie, u samca zaopatrzone w trzy pary miejsc przyczepu mięśni (sigillae), z których tylna jest zaokrąglona; u samicy przednia para jest niewyraźna, środkowa wrzecionowata, a tylna elipsowata.
Odnóża czwartej i pierwszej pary są niemal równej długości, drugiej są krótsze od nich, a trzeciej najkrótsze. Nadstopia dwóch pierwszy par mają skopule na całej długości. U samicy nadstopie trzeciej pary ma skopule w odsiebnej połowie, a u samca w odsiebnych ⅔. Nadstopie pary ostatniej ma skopule w odsiebnej połowie, podzielone szeregiem szczecin. Stopy wszystkich par mają skopule na całej długości oraz maczugowate trichobotria w odsiebnych ⅔ długości.
Opistosoma zaopatrzona jest we włoski drażniące typu II.
Genitalia samicy zawierają parę krótkich, niemal prostych spermatek z guzkiem na szczycie; każda z nich dzieli się na dłuższy obszar dobrze zesklerotyzowany i krótszy obszar o słabej sklerotyzacji. Apofiza na goleni przedniego odnóża samca złożona jest z jednej, prolateralnej gałęzi i ma w części odsiebnej grupę kolcowatych szczecinek. Nogogłaszczki samca mają prawie trójkątne cymbium z dwoma podobnych rozmiarów płatami, z których retrolateralnej dysponuje ostrym wyrostkiem z cienkimi szczecinkami. Kulistawy bulbus cechuje się małym subtegulum i niespłaszczonym, pozbawionym kilów embolusem. Tegulum pozbawione jest guzka, a w widoku przednim jego część bliższa jest lekko zakrzywiona. W przeciwieństwie do pokrewnego ptasznika wielobarwnego w widoku tylno-bocznym środkowa część tegulum tworzy z jego krawędzią kąt rozwarty.

## Ekologia i występowanie
Gatunek neotropikalny, endemiczny dla Antyli. Występuje na Portoryko i Wyspach Dziewiczych Stanów Zjednoczonych. Pojedyncze doniesienie z Kuby jest niepewne.
Zasiedla lasy deszczowe. Jest ptasznikiem nadrzewnym. Swoje oprzędy buduje wśród liści epifitów z rodziny bromeliowatych. Mają one postać rurki z gęstej przędzy, przypominając te u przedstawicieli rodzaju Avicularia.

## Hodowla

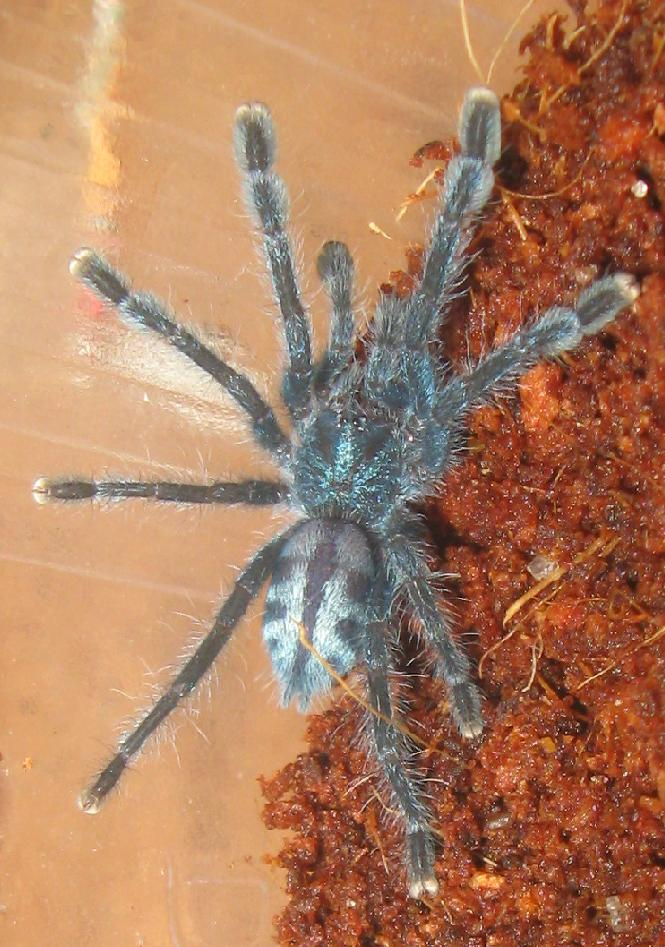
Osobnik młodociany w hodowli

Dla dorosłych pająków zaleca się pionowo zorientowane terrarium o minimalnych wymiarach 15×15×20 cm. Wilgotność powinna w nim wynosić od 75 do 85%, a temperatura od 25 do 28°C w dzień i o 2 lub 3°C mniej w nocy. Terrarium zaleca się zraszać jako że gatunek ten chętnie przyjmuje wodę w postaci kropel. Dysponuje stosunkowo słabym jadem, jednak ze względu na agresywność nie jest polecany początkującym. Kokon budowany jest przez samicę po 1–3 miesiącach od kopulacji, a po kolejnym miesiącu zaleca się jego odbiór. Liczba młodych w kokonie wynosić może od 70 do ponad 200, zwykle nie przekraczając jednak 150.